# Martinet de Sick
Chaetura meridionalis
Espèce
Statut de conservation UICN

 LC  : Préoccupation mineure
Le Martinet de Sick (Chaetura meridionalis) est une espèce d'oiseaux de la famille des Apodidae.

## Répartition
Cette espèce vit en Amérique du Sud.